# Taca de naixença
Una marca de naixença o marca de naixement és una taca a la pell formada abans del naixement. Una mica més d'1 de cada 10 nadons tenen una marca de naixement vascular. Són part del grup de lesions de la pell conegudes com a nevus o pigues. Es desconeix la causa exacta de la major part de les marques de naixement, però les marques de naixement vasculars no són hereditàries i moltes persones les tenen. Les lesions mal anomenades marques de naixement són els hemangiomes infantils.
Són suaus protuberàncies elevades en la pell, sovint amb una superfície de color vermell brillant, i algunes poden tenir certa semblança amb una maduixa. També se'ls coneix com a "nevus maduixa" o com a "hemangiomes infantils". Apareixen després del naixement, en general en el primer mes, i poden ocórrer en qualsevol part de la pell. No es comprèn detalladament la causa de les marques de naixement. Les marques de naixement són un creixement excessiu benigne dels vasos sanguinis, els melanòcits, múscul llis, fibroblast greixós, o queratinocit. Es creu que es produeixen com a conseqüència d'un desequilibri localitzat en els factors que controlen el desenvolupament i la migració de les cèl·lules de la pell.